# 名古屋市瑞穂公園陸上競技場
名古屋市瑞穂公園陸上競技場（なごやしみずほこうえんりくじょうきょうぎじょう）は、愛知県名古屋市瑞穂区の名古屋市瑞穂公園にある陸上競技場。球技場としても使用される。施設は名古屋市が所有し、公益財団法人名古屋市教育スポーツ協会が指定管理者として運営管理を行っている。当施設を含めた瑞穂公園内に設置された有償で貸し出されている運動場全体の総称として「瑞穂運動場」という名称も使用される。
2015年4月1日から名古屋市瑞穂区に本社を置くガス器具・給湯器の製造・販売会社である（株）パロマが命名権を取得しており「パロマ瑞穂スタジアム」（パロマみずほスタジアム、略称「パロ瑞穂」の呼称を使用している。

## 概要
1941年に陸上競技場が完成。第5回国民体育大会（1950年）の開催に合わせて観客席が設けられた他、メインスタンド南端には高さ42mの「マラソン塔」が作られており、名古屋市内で行われるマラソン大会の監視に使われていた。1983年の昭和58年度全国高等学校総合体育大会（インターハイ）開催に合わせて小規模の改修が行なわれ、この時期にマラソン塔は撤去されている。
第49回国民体育大会（わかしゃち国体、1994年）秋季大会のために改修工事を行い、収容人員は30,000人から27,000人に変更した。
名古屋グランパスエイトは1994年のJリーグ第2ステージからホームスタジアムとした。なおJリーグクラブライセンス制度においては、収容人員（A等級）はJ1基準をクリアしているが、スタンドの屋根と洋便座（B等級）が規定数に満たないため、グランパスに対して、Jリーグより改善・是正勧告を受けている。また、グランパスの公式戦以外にも全国高等学校サッカー選手権大会愛知県大会が開催される。
陸上競技では2010年まで3月に開催されていた名古屋国際女子マラソン、11月に開催されていた名古屋ハーフマラソンの発着点であった。2016年に第100回日本陸上競技選手権大会が開かれた。その他中学通信や高校総体の県大会もこの会場で開催される。
当初は2002 FIFAワールドカップの開催時に、名古屋市がこのスタジアムを会場に立候補したが、改修・増築に際して消防条例に抵触する恐れがあるという理由でそれを断念し、代わって愛知県が豊田スタジアムを代替開催地として立候補した（落選）という経緯がある。
2006年3月、2005年日本国際博覧会（愛・地球博）の「愛・地球広場」で使用した大型映像装置「エキスポビジョン」が贈呈された。
スタジアムは上記の通り1982年と1994年に大規模な改築・改修が行われているが、それも30年以上が経過し、老朽化が著しくなっていることや、2026年アジア競技大会ではメインスタジアムとして使われる事が想定されており、これに向けた改築工事が行われている。名古屋市は2018年12月25日の市議会で明らかにしたところでは、2023年度の改修着工・2026年の大会前までに完成することを目指しており、資金調達を民間から提供する広義のクラウドファンディング方式で調達するとしている。アジア大会期間中は全席屋根付き・二層式スタンドで35,000人収容が可能な様仮設席を設置し、大会終了後は収容人数を30,000人とする予定。この方針を受けて、2019年11月に名古屋市と名古屋グランパスエイトは、2021年度から瑞穂スタジアムの全面改築工事を実施するため休場とし、瑞穂でのグランパス主催試合は同年度から改築完了まで開催せず、同場の再開時期は改めて告知すると正式に発表した。
しかしながら、名古屋市よりCOVID-19感染症感染拡大予防に伴うワクチン集団接種会場に指定されたため閉場、着工を遅らせ、2021年10月末まで接種会場として使用された。会場としての役目を終えた同年11月をもって正式に閉場となり、リニューアル工事が同月に着工した。

## 開催された主なイベント・大会

### 陸上競技
- 名古屋国際女子マラソン（1980年 - 2010年）
- 名古屋ハーフマラソン（1985年 - 2010年）
- 第100回日本陸上競技選手権大会（2016年）
- 第51回全国高等専門学校体育大会陸上競技（2016年）
- 愛知県高校総合体育大会陸上競技
- 全日本中学校通信陸上競技愛知県大会

### サッカー

#### 国内大会
- Jリーグ・名古屋グランパスのホームゲーム
- JFL・FCマルヤス岡崎のホームゲーム
- 天皇杯全日本サッカー選手権大会
- 全国高等学校サッカー選手権大会愛知県大会

#### 国際大会
- 1994年7月8日：国際親善試合・日本代表×ガーナ代表

### ラグビー
- ジャパンラグビートップリーグの試合が年複数回行われている。

### その他
- 1950年：第5回国民体育大会
- 1983年：昭和58年度全国高等学校総合体育大会（インターハイ）
- 1994年：第49回国民体育大会秋季大会（わかしゃち国体）
- 1998年：第11回全国健康福祉祭愛知・名古屋大会（ねんりんピック'98愛知・名古屋）

## 施設概要
- 日本陸上競技連盟：第1種公認(2022年現在は改築のため公認廃止している）
- 収容人数：27,000人（メインスタンド 9,000人 バックスタンド 18,000人）[2]。障害者席 50人。なお、Jリーグ開催時は20,000人。
- 大型映像装置：「エキスポビジョン」（パナソニック製）[4]
  - 大きさ：840インチ（アスペクト比 3 : 8）、高さ：7.68メートル (m)、幅：19.96メートル (m)[4]
- 夜間照明設備：メインスタンドは屋根と一体型を設置。
  - 2015年3月より：鉄塔式照明はバックスタンドの4基がパナソニック エコソリューションズ社製のLED投光器に換装[7]。
- トラック：全天候舗装 400 m×8コース[2]
- グラウンド：天然芝（ティフトン芝）106 m x 68 m[2]
- グラウンドの造成：阪神園芸[8] (阪神甲子園球場なども管理する事業者) 。
- 補助施設:瑞穂公園北陸上競技場（陸連3種公認）がある。なおもう一つの補助施設だった田辺陸上競技場（陸連非公認・クレー舗装）は2026年名古屋アジア大会用に新たに建設された「パロマ瑞穂アリーナ」（名古屋市瑞穂公園体育館）の建設用地となるため、2018年に閉鎖された。それ以後はレクリエーション広場（同じく陸連非公認・クレー舗装[9]）に代替されている。

## ギャラリー

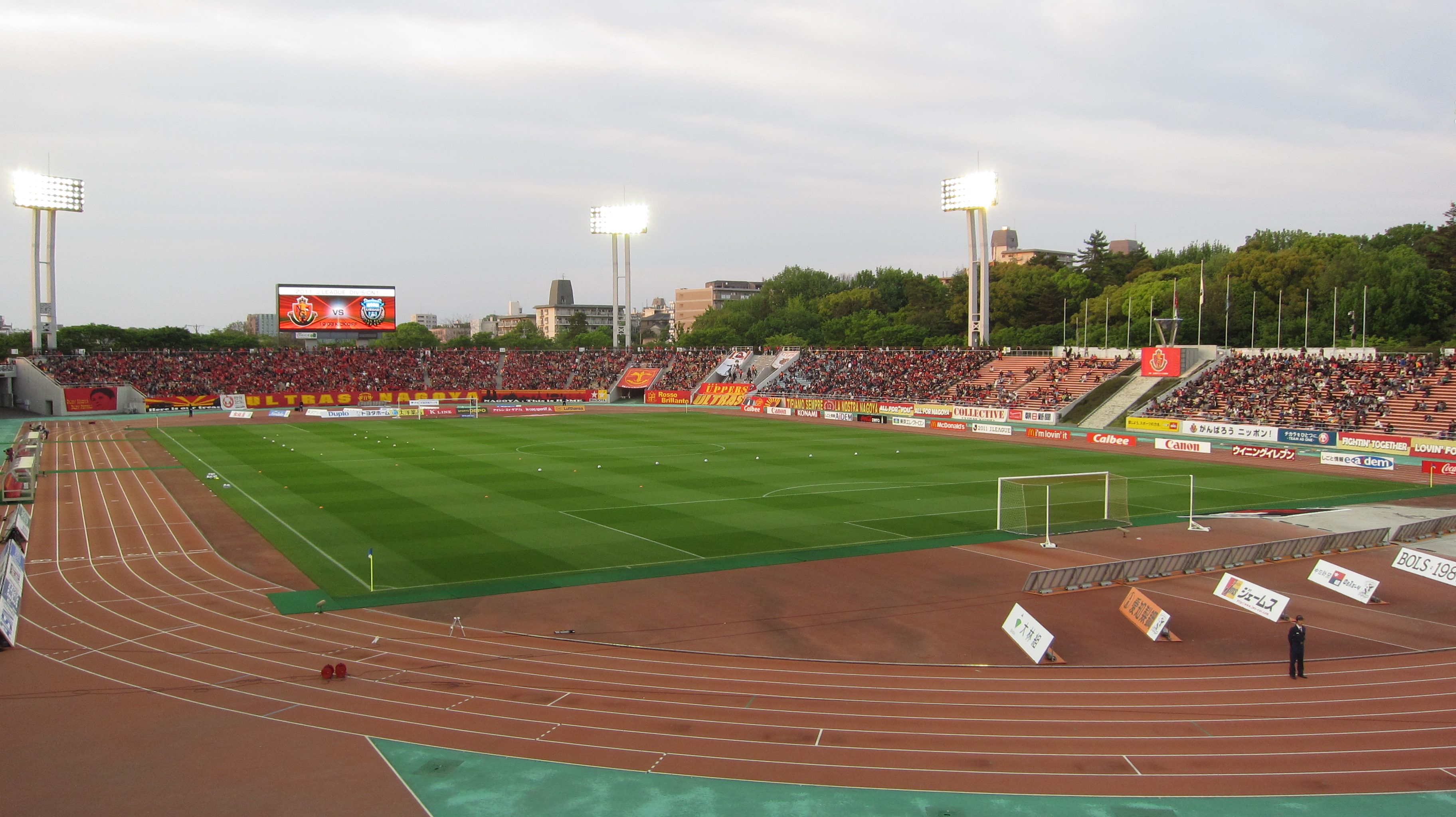
アウェイゴール裏からバックスタンドを観る
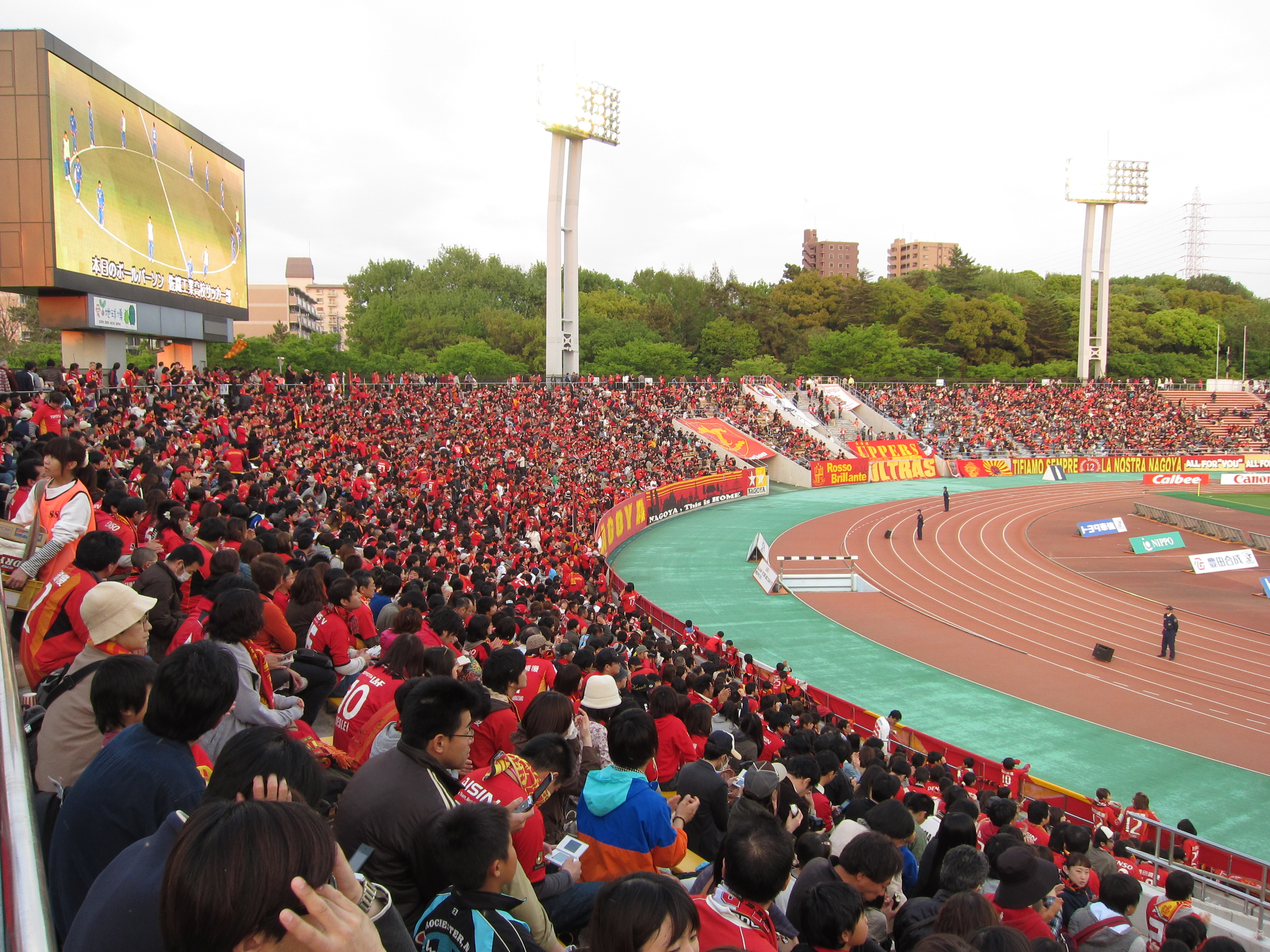
名古屋グランパスサポーター
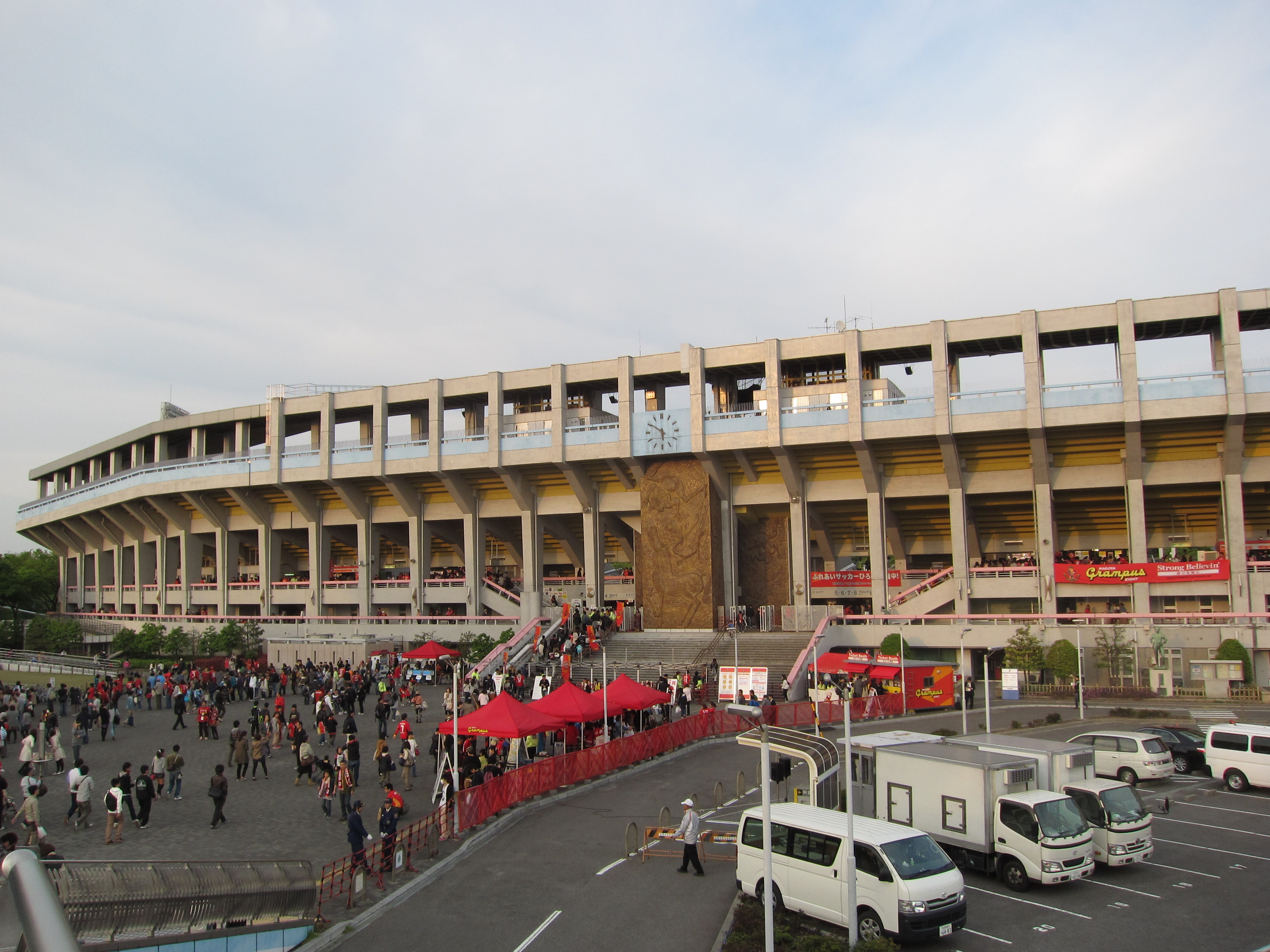
競技場外観
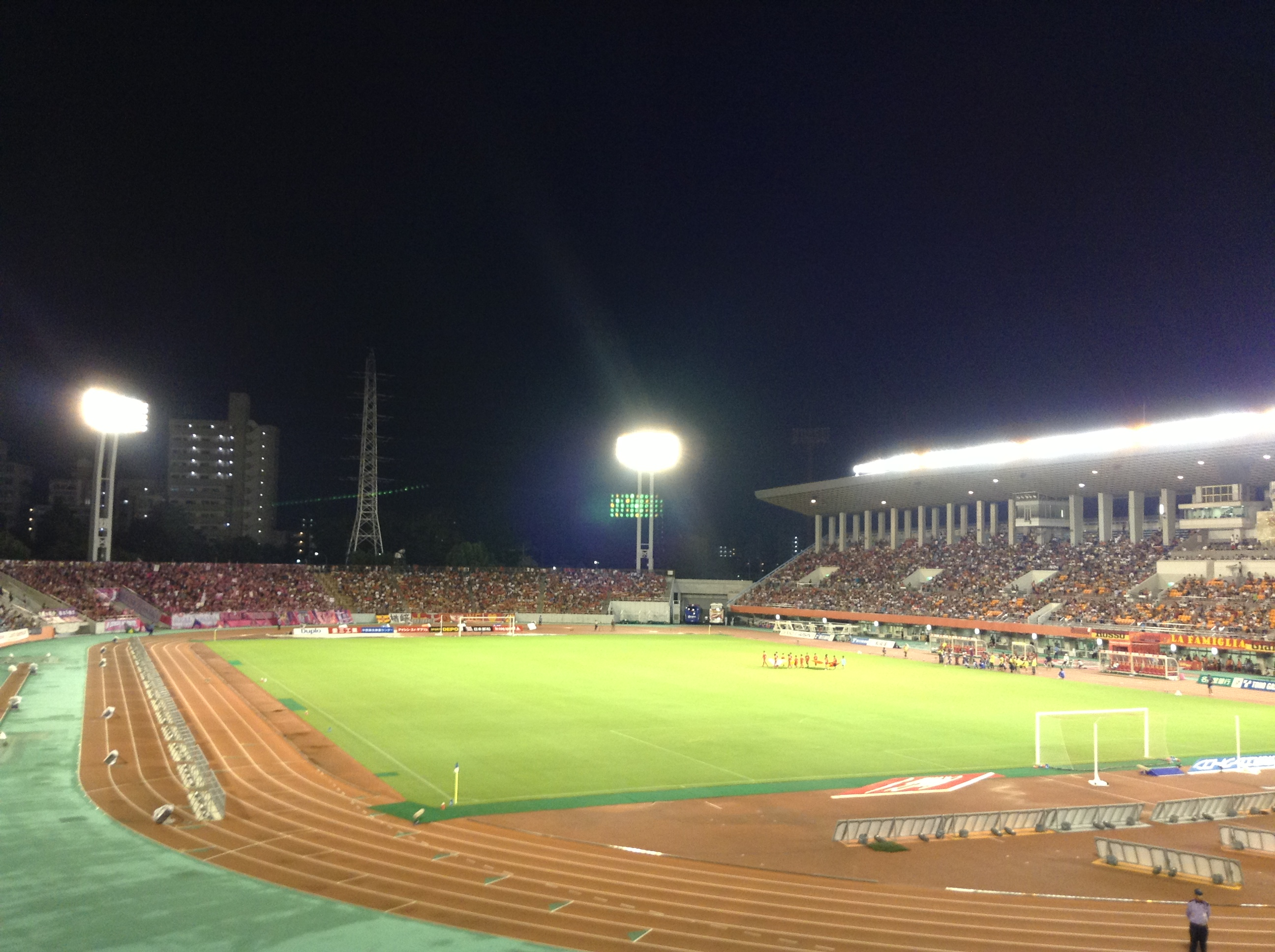
ナイトゲーム開催時の名古屋市瑞穂公園陸上競技場